# الرقصة الفولكلورية
الرقصة الفولكلورية (بالإسبانيَّة: Baile folklórico) أو الرقص الفولكلوري في أسبانيا، أيضاً معروفة بالبالية الفولكورية، هو مصطلح جامع للتقليد المكسيكي في الرقصات التي تركز على ثقافة الشعب المحلية مع مميزات البالية مثل: الأصابع الممتدة، والحركات المبالغ بها، والمصممة بشكل متقن.
كما ذكر من قبل تُنسب بداية الرقصة الفولكلورية لأميليا هيرنانديز، تختلف الرقصة الفولكلورية عن الرقص والرقصات المحلية.
```
الرقصات الشعبية أي رقصات تجدها في القرى وليست في المسارح، قامت بالبحث والنشر عنها ألورا دي فلورس.
```

قاعدة مهمة للرقصة إذا المرأة رفعت يديها إلى رأسها (ومن ثم تظهر ساقيها) يصبح لدينا فولكوريكو، فجميع مناطق المكسيك، وجنوب غرب الولايات المتحدة، وبلدان أميركا الوسطى معروفة بالرقصات المحلية المميزة.

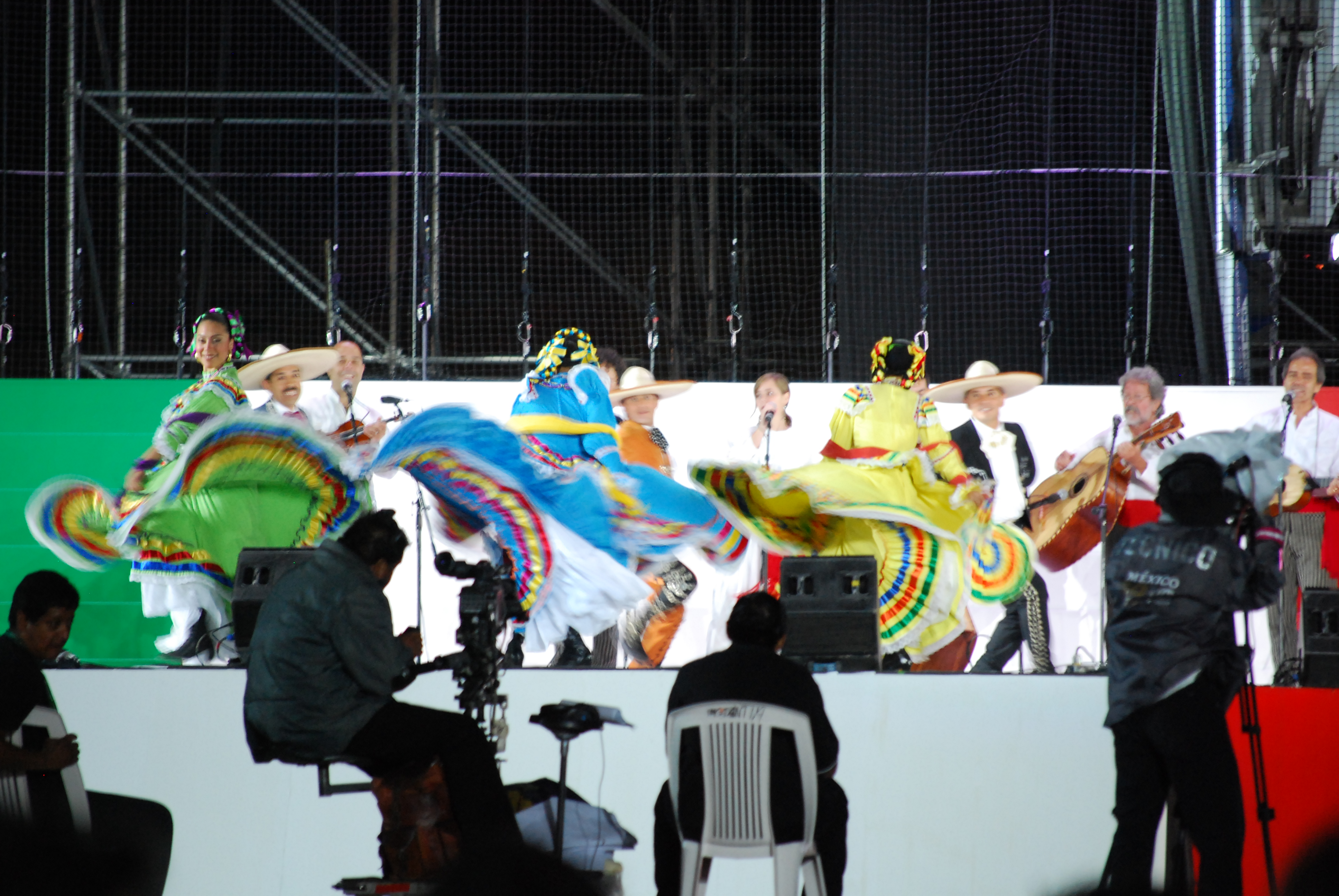
البالية الفولكلوري في احتفال الذكري السنوية السياسية المكسيكية في عام 2010

## المقال الرئيسي
الرقصات الشعبية في المكسيك

## الرقصات

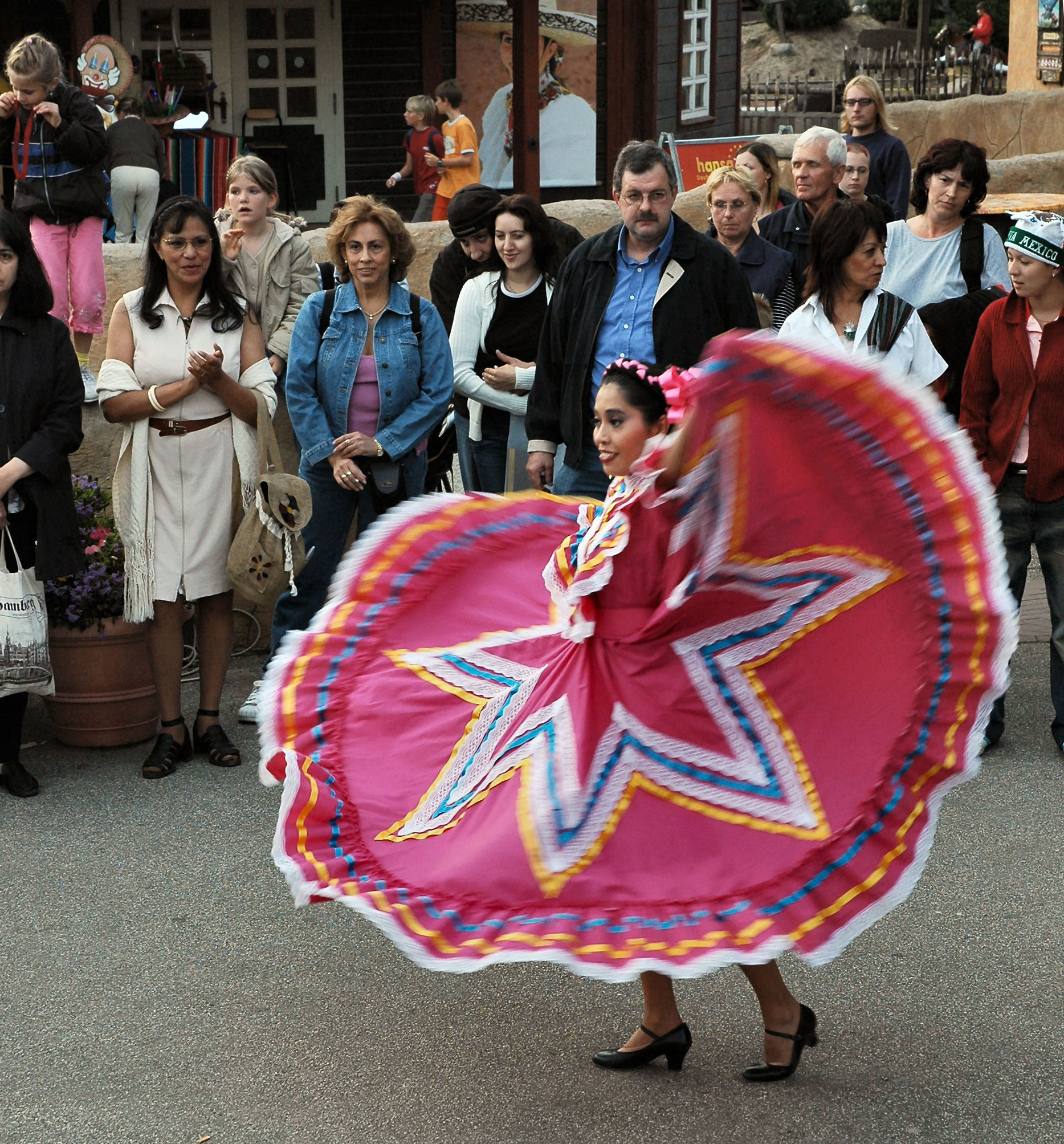
امرأة ترقص الفولكلوريكو بالفستان التقليدي لخاليسكو

ولاية خاليسكو ع سبيل المثال معروفة برقصة القبعة المكسيكية جارابي تاباتيو، أيضًا رقصة الصن (son) ورقصة الخشخيشات ((el baile de los sonajeros التي ترافق المارياتشي الشهير، واحدة من أشهر الأغاني هي«لا نيجرا» la Negra))، في ولاية خاليسكو.
ولاية غيريرو معروفة برقصة السينتيسيس (sintesis) ورقصة التيكستلا (tixtla)، وولاية ميتشواكان معروفة بهيوتامو (huetamo) وتاريخ زي المرأة الميتشواكانية،
ورقصة تصف حكاية فولكلورية المرح (alegria)، تختلف الرقصات من منطقة لأخرى، فالخطوات الأساسية والأسلوب متشابه، وتتميز الرقصة التقليدية في فيراكروز بمجموعة من الخطوات الأساسية تسمى زاباتيادوس التي تشمل على طرق الكعب حين الدوس عليه.

## الأزياء
تتميز الأزياء في جنوب غرب الولايات المتحدة بالدنيم والقمصان الغربية، بينما تعكس الأزياء في القطاع الأتحادي في المكسيك التأثير القوي الأسباني التقليدي، وأيضًا تقاليد اليوكتان الأصلية.
```
عادةً يرتدي الرجال في الرقصات الشعبية في شمال المكسيك بناطيل سوداء مع الغالاس في جانبي الساقين، مزينة بربطة حمراء وحزام وقبعة سوداء عريضة الحواف، ويرتدين النساء تنانير ضيقة وقصيرة وملائمة مع أحذية طويلة الرقبة أما أن تكون سوداء أو بيضاء.
```

تستلزم الأزياء في خاليسكو من المرأة أن ترتدي تنانير ملونة ومكشكشة مزينة بشرائط بألوان معالم محلية، وأحذية الكعب الثقيلة كالقبقاب وأكسسورارت الشعر المزخرفة.
تتنوع الأحذية بألوانها وعادةً ماتكون أما باللون الأسود أو الأبيض أو الأحمر، وذلك بحسب الأغنية والمنطقة.
ترتدي النساء في منطقة فيراكروز فساتين بيضاء جميلة مليئة بقماش الدانتيل، ويرتدين أحذية بيضاء ومئزر صغير مع عصبة الرأس معلقة على جانب الفستان، ويحدد جانب عصبة الرأس أن كانت المرأة متزوجة أم لا وعلى أي جانب ستوضع قطع الشعر المزينة بالزهور، امرأة متزوجة يعني أن تضع العصبة على الجانب الأيسر أما العازبة فتضعها على الجانب الأيمن.
في سينالوا من المنطقة الساحلية، يرتدين النساء فساتين زاهية وخفيفة، أما شعب الأمريكتين فيرتدون ثيابًا ألوانها داكنة كحدادًا على الموتى.

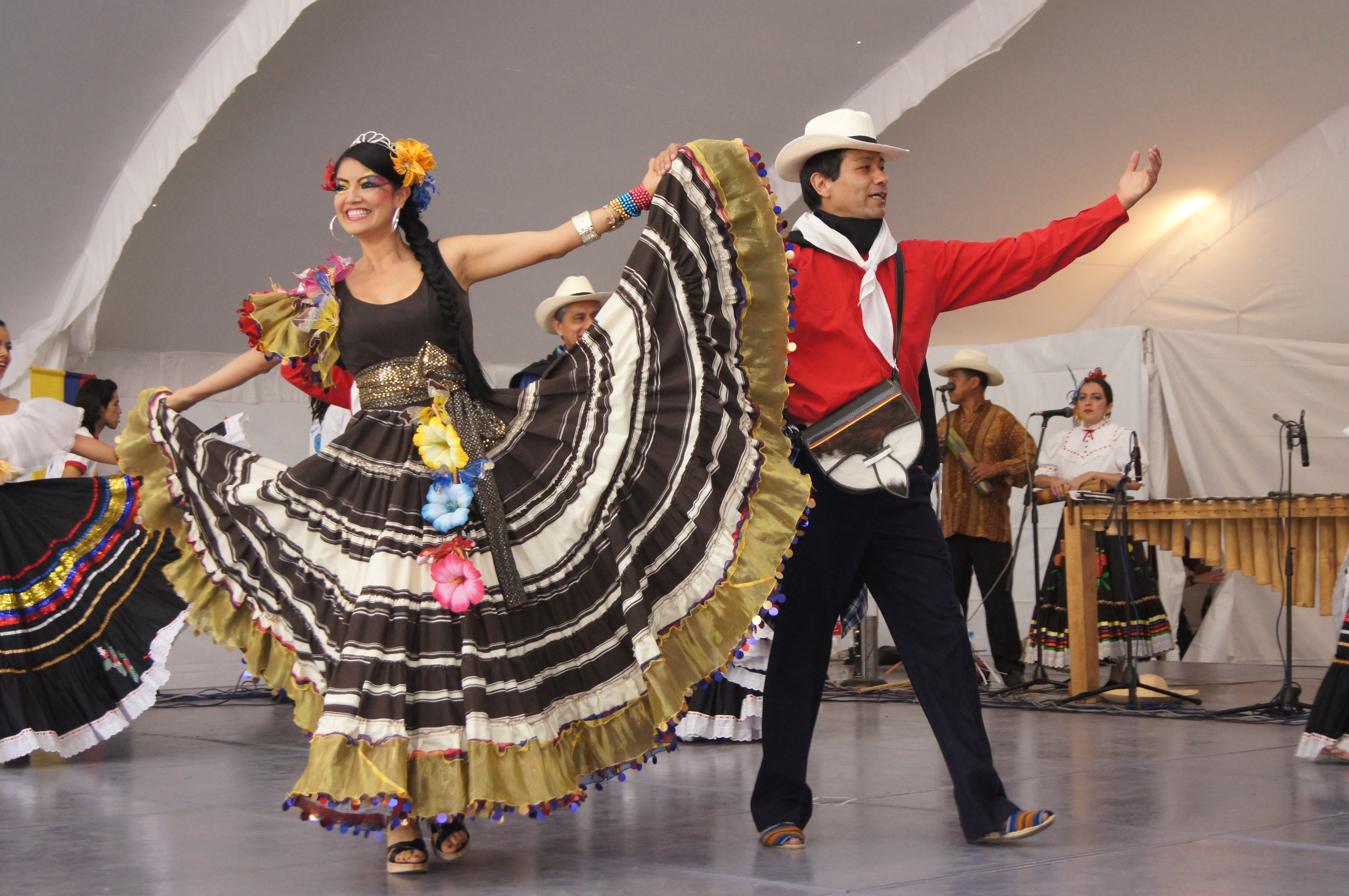
معرض للرقص الفولكوريكو الكولومبي في معهد مونتيري للتكنولوجيا والتعليم العالي، مدينة مكسيكو.

## الشعبية
في عام 1950م، ابتكرت أميليا هيرناندز رقصة الفلوريكو مع تأسيس وقيادة بالية الفلوريكو المكسيكي، وبالأضافة إلى ذلك أسست أيضا مدرسة في مدينة مكسيكو لدراسة وممارسة تقنيات الرقص الكلاسيكي والفولكلوري.
وقبل ارتفاع شعبيتها بين المجموعات الطلابية والمجتمعية، كانت ومازالت رقصة الفولكوريكو تؤدى في الحفلات الكبيرة والمناسبات الأجتماعية.
يقف موسيقيو الماريتشي عادةً في صف خلف مساحة مكان العرض ويعزفون من غير مذكرة موسيقية، بينما يؤدي الراقصون بشكل ثنائيات أمام الماريتشي، يوجد في هذه الأيام مجموعات عامة وخاصة من راقصي الفولكوريكو يجتمعون ويتحدون بعضهم البعض، مثل البالية الفولكوريكو الأمريكي الوطني.

## أمريكا الوسطى
تملك أمريكا الوسطى العديد من رقصات الفولكوريكو، وإحدى الرقصات المعروفة هي بونتو غواناكاستيكو من دولة كوستا ريكا. 
ولدى هندوراس برامج تفاعلية للرقص الشعبي في المدارس والمجتمعات مع سلسلة من احتفالات أقليمية ووطنية. 
تنتهي هذه الأحتفالات في نهاية شهر أكتوبر في أحتفال يسمى بالقراند دي قراندز، والذي يجذب أكثر من 50 مجموعة وأكثر من 1000 راقص إلى لا ايسبيرانزا وانتيبوكا والكثير من المجتمعات المختلفة في هندوراس.
وقد تم توثيق العديد من الرقصات الشعبية المختلفة في المدن، والبلدات والقرى لمدينة هندوراس، تم اعتمادها وفهرستها في مكتبة المكتب الوطني للفلكلور الهندوراسي، وتتكون رقصات الهندوراس الشعبية مزيج من الأصل المحلي، والأوروبي، والأفريقي دُمجت معًا في الثقافة الهندوراسية، ويشمل هذا المزيج على رقصات أنشأت محليًا ورقصات أدخلها سكان الدول والمناطق المحيطة، وتعكس كلاً من التاريخ والثقافة، وتمثل التقاليد الشعبية الهندوراسية أحداثًا مهمة في حياة الشعب.
منذ عام 1950م، وثق الفنانون الشعبيون بمساعدة رافال مانزاناريس أغويلار تقريبًا 150 رقصة شعبية مع الأزياء والموسيقى التي كانت ترافقهم في المجتمعات التي نشأوا فيها. 
```
يعد المكتب الوطني للفولكلور جزء من وزارة التعليم العام، وتصنف بشكل عام بأنها مستعمرة أو مختلطة أو محلية أو (كامبيسينو) أوغاريفونا، مما تعكس التأثير الثقافي الأساسي لرقصة معينة، وتندرج الأزياء في فئات مماثلة.
```